# Epiphragma (Epiphragma) farri
Epiphragma (Epiphragma) farri is een tweevleugelige uit de familie steltmuggen (Limoniidae). De soort komt voor in het Neotropisch gebied.